# Itinéraire principal 3 (Portugal)
L'IP3 est une voie rapide portugaise sans profil autoroutier de 76 km qui relie Coimbra à Viseu, en passant à proximité de Penacova, Santa Comba Dão et Tondela.
Au sud, cette voie rapide est le prolongement de l'  et au nord celui de l'  (où elle croise en même temps l' ).
La future  qui reliera Viseu à Mealhada (actuellement en projet) permettra de proposer une alternative à l'IP3.
Voir le tracé de l'IP3 sur GoogleMaps

## État des tronçons
| Tronçon                    | État (2011)       | km |
| -------------------------- | ----------------- | -- |
| Trouxemil () - Viseu ( / ) | En service (1991) | 76 |

## Capacité
| Section                    | Capacité | Longueur |
| -------------------------- | -------- | -------- |
| Trouxemil () - Viseu ( / ) |          | 76 km    |

## Itinéraire

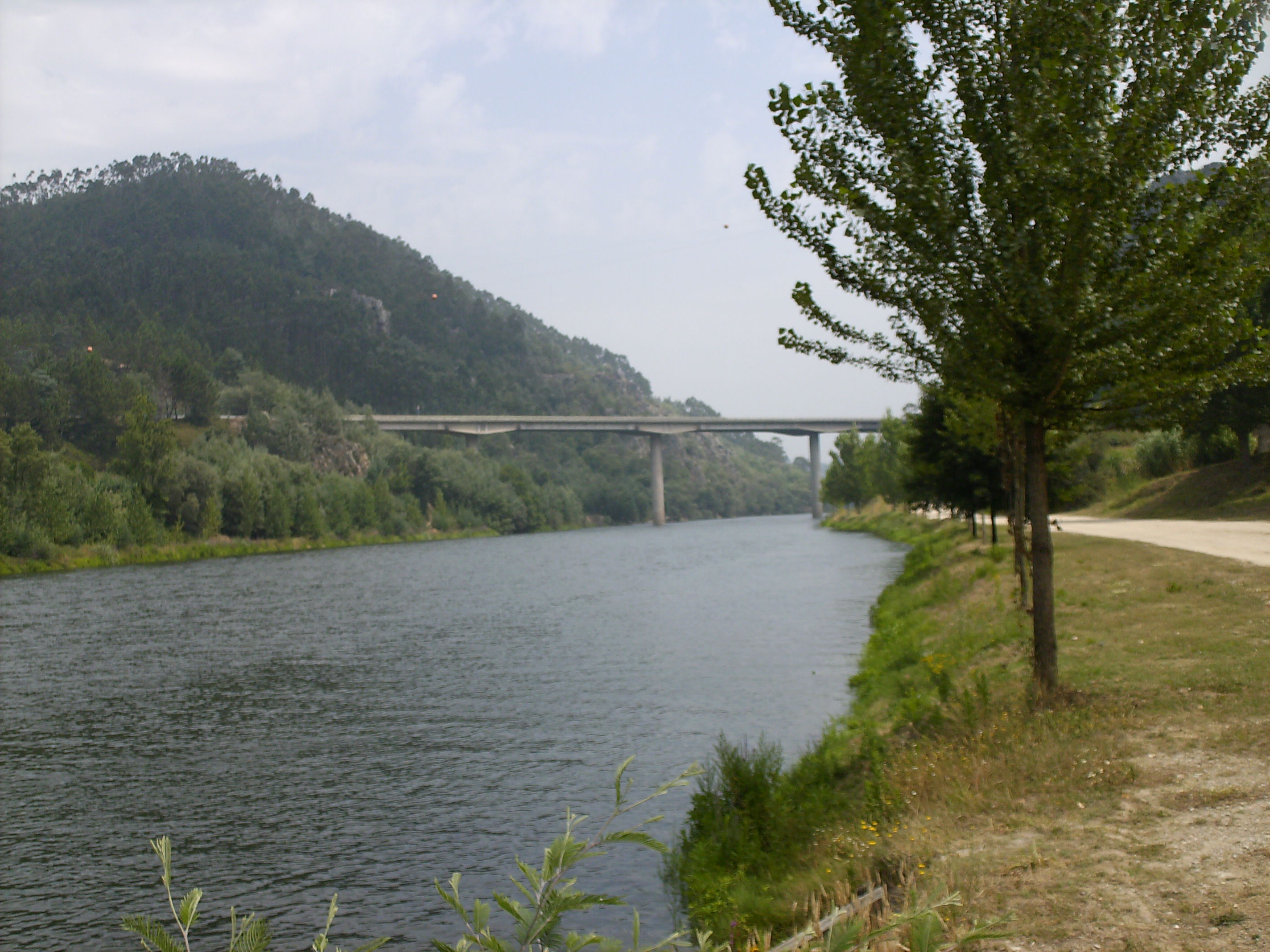
Pont de l'IP3 sur le fleuve Mondego près de Penacova.

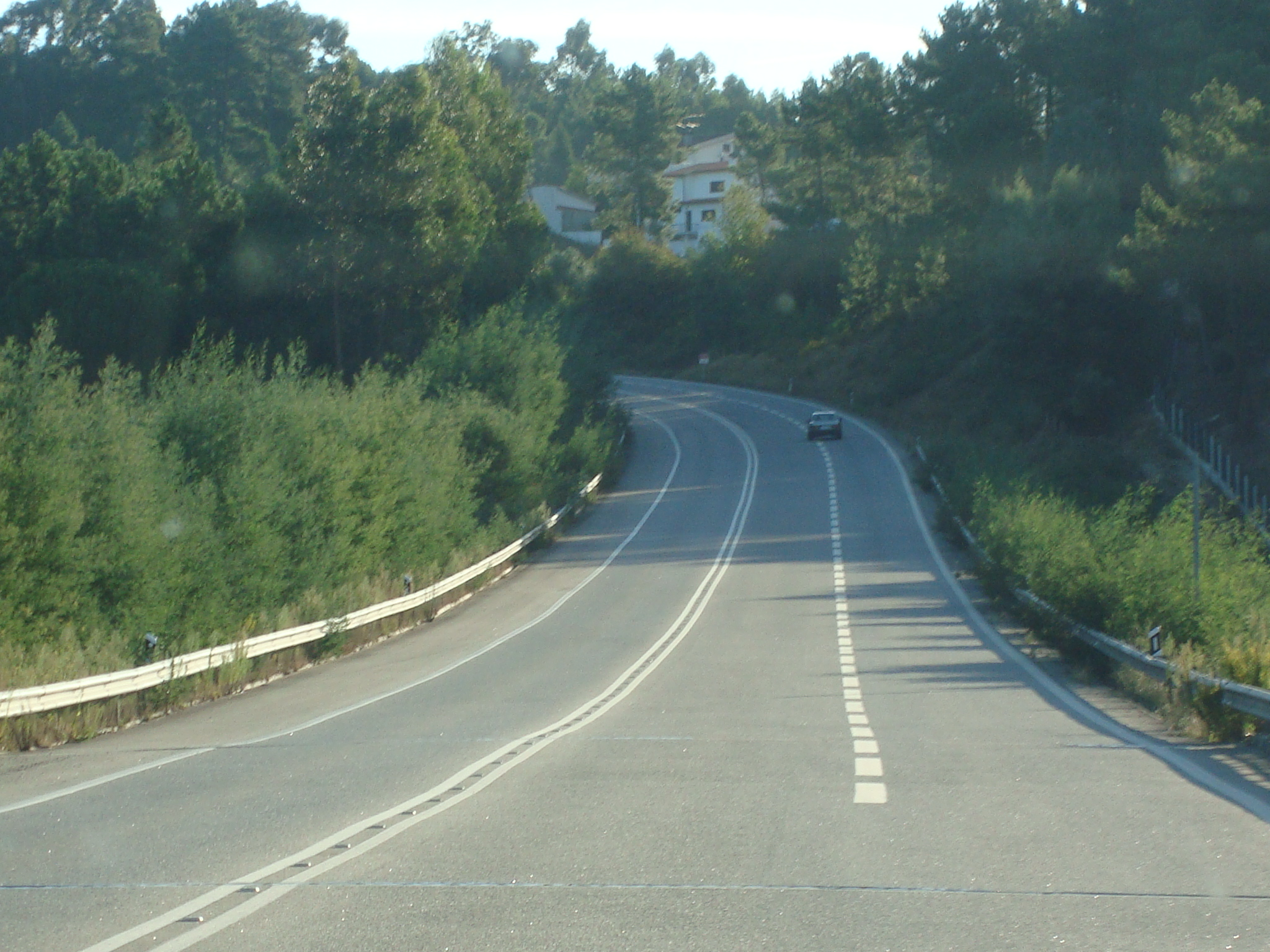
IP3, à proximité de São Miguel do Outeiro.

| Sorties                                | Villes                           |
| -------------------------------------- | -------------------------------- |
| \| Autoroute du Nord - Figueira da Foz |                                  |
| 08\|Mealhada IC 2 Coimbra              |                                  |
| 09                                     | Souselas                         |
| 09A                                    | Figueira de Lorvão               |
| 10                                     | Luso N 235                       |
| 11                                     | Penacova                         |
| 12                                     | Friúmes                          |
| 13\|Oliveira do Hospital IC 6          |                                  |
| Croisement                             | Oliveira de Mondego              |
| Croisement                             | Cunhedo                          |
| 15                                     | Almaça Mortágua                  |
| Sortie                                 | Almaçinha                        |
| Aire de service                        |                                  |
| Sortie                                 | Chamadouro                       |
| Sortie                                 | Pinheiro de Ázere                |
| \|Tábua - Carregal do Sal              |                                  |
| Sortie                                 | Vimieiro                         |
| Sortie                                 | Santa Comba Dão - Mortágua N 234 |
| Sortie                                 | Vila Pouca Treixedo              |
| Sortie                                 | Tondela-Sud                      |
| Sortie                                 | Tondela-Nord Campo de Besteiros  |
| Sortie                                 | Nandufe Canas de Santa Maria     |
| Sortie                                 | São Miguel do Outeiro            |
| Sortie                                 | Fail Vila Chã de Sá - Viseu-Sud  |
| \|Aveiro Guarda                        |                                  |
| \|Vila Real                            |                                  |